# Galatea (Elisabetta Sirani)
Galatea è un dipinto di Elisabetta Sirani, realizzato nel 1664 e oggi esposto al Museo civico di Modena.

## Storia
Dipinto nel 1664, Galatea è l'ultima opera che Elisabetta Sirani realizzò per il suo primo mecenate, Ferdinando Cospi, facendola perciò automaticamente entrare nell'ampio "Museo Cospiano". Per questo lavoro in particolare il grande storico e critico d'arte dell'epoca Carlo Cesare Malvasia definì la Sirani la "pittrice eroina, autrice di una rivoluzione all'interno dell'arte".
Il dipinto è giunto al Museo di Modena nel 2008, grazie al commercialista Carlo Sernicoli, che ha voluto donare al museo due grandi collezioni.

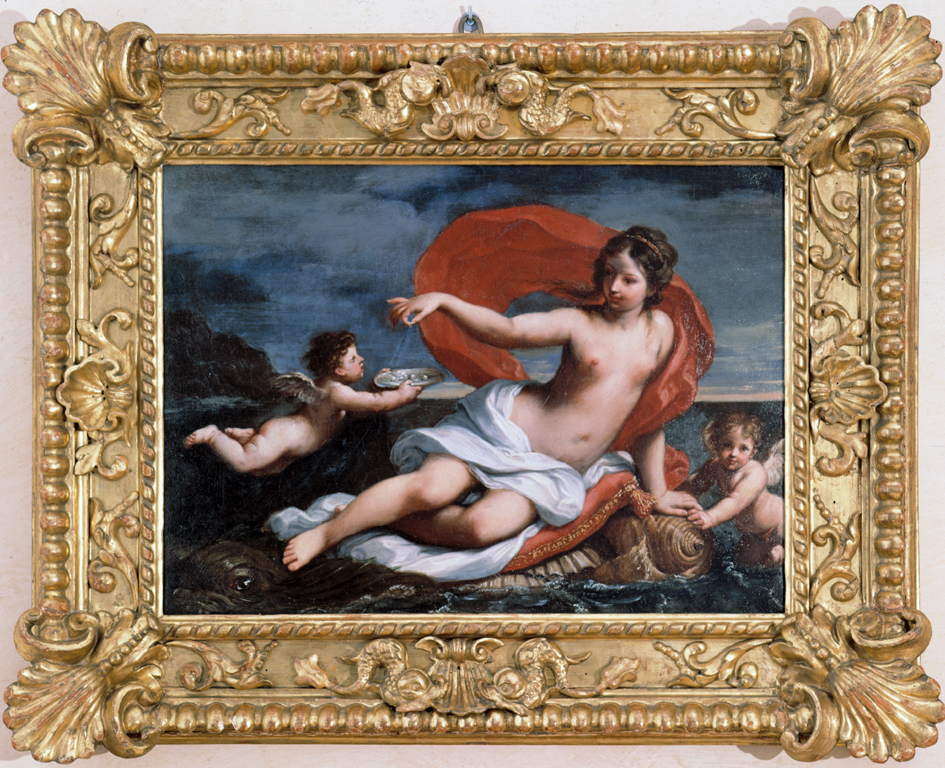
Galatea esposto al Museo civico di Modena

## Descrizione
Questo quadro rappresenta una Nereide della mitologia greca, Galatea, dipinta già nel 1512 da Raffaello nel Trionfo di Galatea, e due amorini: il primo le offre delle perle su un piattino d'argento, mentre il secondo è appoggiato all'enorme conchiglia trainata da delfini su cui è seduta Galatea, e guarda curioso verso lo spettatore. 
La scena è ambientata in mezzo al mar Egeo, come secondo il mito, visibilmente in burrasca, ed in lontananza si può scorgere un monte, scuro quanto le nuvole nel cielo sullo sfondo.
Galatea, con una veste bianca che le copre il ventre e per il resto nuda, accoglie l'offerta del primo e con due dita afferra una perla, mentre con l'altra mano si regge sulla conchiglia: su quest'ultima è sistemato un cuscino cremisi, del medesimo colore del mantello legato al braccio sinistro di Galatea, e rigonfiato dal vento. Tra i decori dorati ai bordi del cuscino è visibile anche la firma dell'artista e la data: "Elisab. Sirani F. 1664".
La pittrice non raffigura Galatea come una bella ragazza adulta, in trionfo e con accanto il suo amato Aci (come fece Raffaello), ma molto giovane e da sola come protagonista assoluta: infatti ella si mostra quasi bambina, dai lineamenti molto dolci e con un'acconciatura fissata con un cerchietto, tipica della moda dell'epoca della Sirani.
Infine, l'intera tela è circondata da una cornice che richiama i temi marini del soggetto, con delfini e conchiglie intagliate: il dipinto oggi esposto al Museo di Modena presenta ancora la preziosa cornice originale.

## Accoglienza
In seguito alla pubblicazione dell'opera d'arte, incredibilmente apprezzata sin dall'inizio, grandi personaggi della scena artistica italiana del Seicento accorsero per ammirarla di persona: addirittura Baldassarre Franceschini, meglio conosciuto come il Volterrano, arrivò a definire la giovane pittrice, poco dopo che ella morì molto prematuramente, a soli 27 anni, l'anno seguente alla realizzazione del dipinto, "il meglio pennello che fusse a Bologna".